# Torre Net
La Torre Net (o Net center) è un grattacielo di Padova, la cui costruzione è terminata nel 2007. Iniziato nel 2004, l'edificio ha un'altezza di 85 metri e 22 piani di uffici e residenze. Si trova a Padova Est e si affaccia su via San Marco, una delle arterie stradali più trafficate di Padova.
Il progetto è di Aurelio Galfetti, Carola Barchi e Luciano Schiavon, dello studio italo-svizzero LVL Architettura.
Assieme alla torre sono compresi nel progetto 2 edifici più bassi di 5 piani, che ospitano uffici e una galleria commerciale. Nel progetto, c'è anche un nuovo quartiere che si chiamerà "Quadrante Est" e che ospiterà nel futuro 10 000 abitanti. Assieme a questo, verrà realizzata una stazione metropolitana di superficie per facilitare gli spostamenti dei futuri residenti verso il centro di Padova e le altre città fuori dalla provincia.
In totale, solo per la torre e i 2 edifici di 5 piani, sono stati investiti ben 150 milioni di euro.

## Collegamenti esterni

La Torre Net in fase di completamento (2006)